# Glyptopleura
Glyptopleura là một chi thực vật có hoa trong họ Cúc (Asteraceae).

## Loài
Chi Glyptopleura gồm các loài:
1. Glyptopleura marginata D.C.Eaton in Watson, Botany [Fortieth Parallel]: 207. 1871
2. Glyptopleura setulosa A.Gray in Proc. Amer. Acad. Arts 9: 211. 1874